# NGC 6793
NGC 6793 é um aglomerado aberto na direção da constelação de Vulpecula. O objeto foi descoberto pelo astrônomo William Herschel em 1789, usando um telescópio refletor com abertura de 18,6 polegadas. 